# Leichtathletik-Verband Finnland
Der Leichtathletik-Verband Finnland, originalsprachlich finnisch Suomen Urheiluliitto oder schwedisch Finlands Friidrottsförbund (englisch Finnish Athletics Federation) ist der Dachverband der Leichtathletik in Finnland. Er wurde 1932 aus dem Finnischen Turn- und Sportverband (Suomen voimistelu- ja urheiluliiton / Finlands gymnastik- och idrottsförbund) ausgegliedert.
Heute hat der Verband 850 Mitgliedsvereine mit insgesamt rund 30.000 Sportlern. Er ist Mitglied des Finnischen Sportverbands Valo (Valo, Valtakunnallinen liikunta- ja urheiluorganisaatio / Valo, Finlands Idrott), der wichtigste Dachverband des finnischen Sports.
Präsidenten waren bis 2023 ausschließlich Männer, als Riikka Pakarinen das Amt übernahm.

## Präsidenten
- Urho Kekkonen 1932–1947
- Lauri Miettinen 1948–1952
- Reino Piirto 1953–1963
- Toimi Tulikoura 1964
- Jukka Uunila 1965–1974
- Yrjö Kokko 1975–1976
- Carl-Olaf Homén 1977–1980
- Pertti Eräkare 1981–1982
- Tapani Ilkka 1983–1990
- Ilkka Kanerva 1991–2005
- Antti Pihlakoski 2006–2012
- Vesa Harmaakorpi 2013–2018
- Sami Itani 2019–2023
- Riikka Pakarinen seit 2023